# Cass County (Minnesota)
Das Cass County ist ein County im US-amerikanischen Bundesstaat Minnesota. Im Jahr 2020 hatte das County 30.066 Einwohner und eine Bevölkerungsdichte von 5,8 Einwohnern pro Quadratkilometer. Der Verwaltungssitz (County Seat) ist Walker.
Ein Teil des Leech-Lake-Indianerreservates liegt im Cass County.

## Geografie

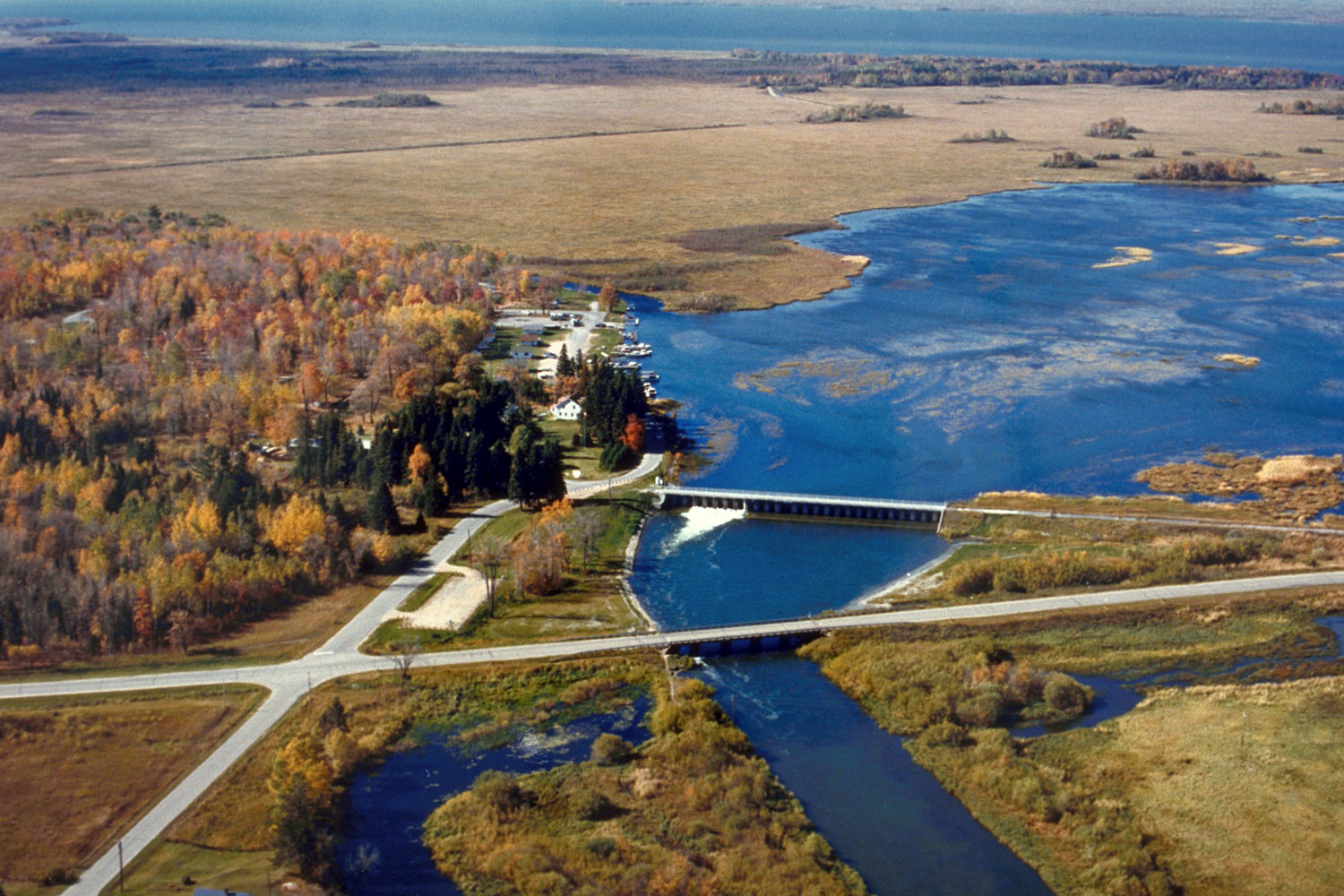
Leech Lake

Das County liegt im mittleren Norden von Minnesota und hat eine Fläche von 6253 Quadratkilometern, wovon 1027 Quadratkilometer Wasserfläche sind.
Der größte See ist der Stausee Leech Lake mit einer Fläche von 451 Quadratkilometern, der gleichzeitig der drittgrößte See im Staat Minnesota ist. Der See liegt komplett im Chippewa National Forest und ist Bestandteil des Stromsystems des Mississippi, an den das County im Norden und im äußersten Südosten stößt.
An das Cass County grenzen folgende Nachbarcountys:
| Beltrami County               |                 | Itasca County    |
| Hubbard County, Wadena County |                 | Aitkin County    |
| Todd County                   | Morrison County | Crow Wing County |

## Geschichte

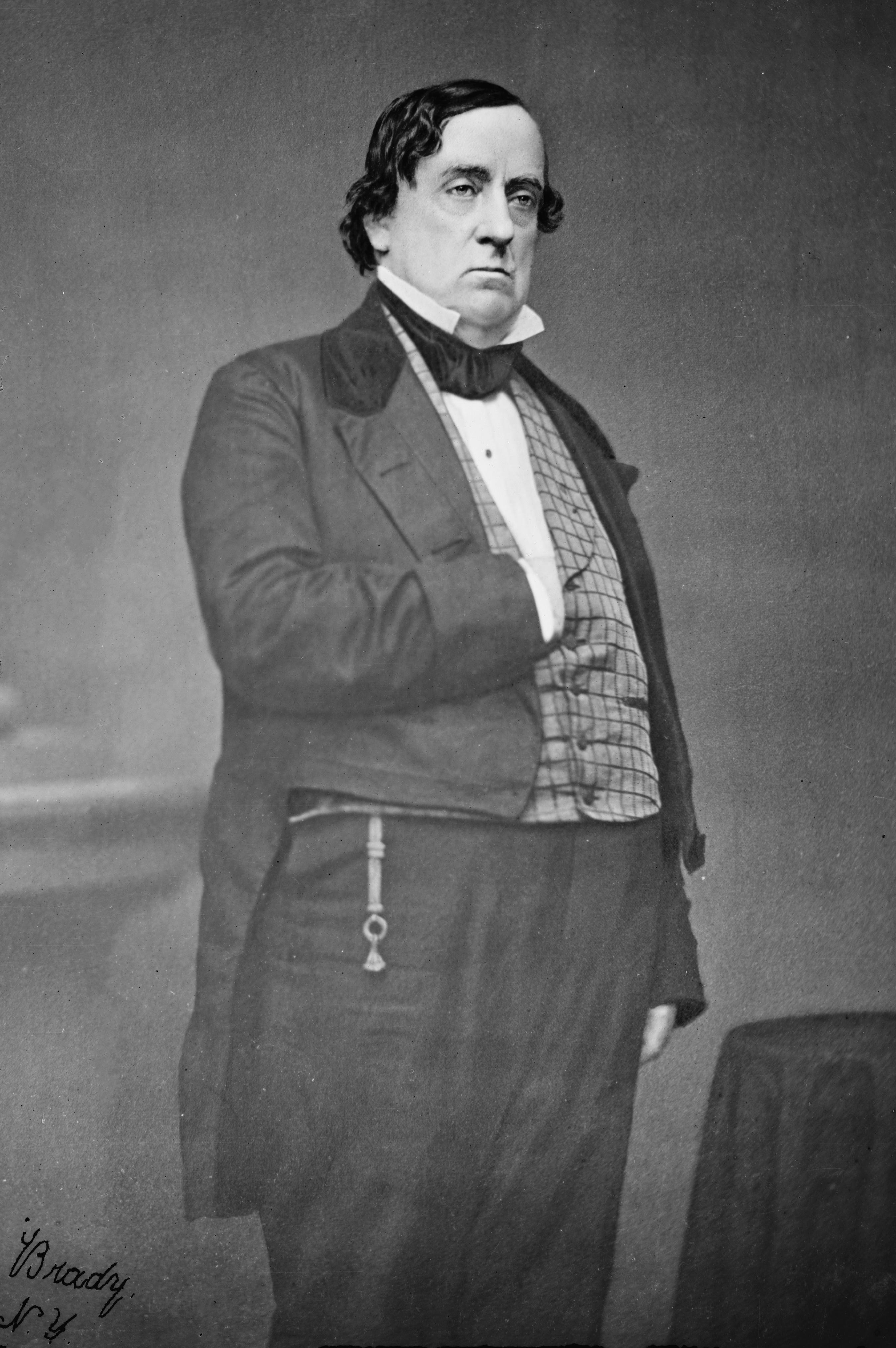
L. Cass

Das Cass County wurde am 31. März 1851 aus Teilen des Walker County und den nicht mehr existenten Mankahto County, Pembina County und Wahnata County gebildet. Benannt wurde es nach Lewis Cass (1782–1866), einem US-amerikanischen Militäroffizier, Politiker und Außenminister.

17 Bauwerke und Stätten des Countys sind im National Register of Historic Places eingetragen (Stand 28. Januar 2018).

## Demografische Daten
Nach der Volkszählung im Jahr 2010 lebten im Cass County 28.567 Menschen in 12.943 Haushalten. Die Bevölkerungsdichte betrug 5,5 Einwohner pro Quadratkilometer. In den 12.943 Haushalten lebten statistisch je 2,17 Personen.
Ethnisch betrachtet setzte sich die Bevölkerung zusammen aus 86,1 Prozent Weißen, 0,3 Prozent Afroamerikanern, 11,0 Prozent amerikanischen Ureinwohnern, 0,3 Prozent Asiaten sowie aus anderen ethnischen Gruppen; 2,2 Prozent stammten von zwei oder mehr Ethnien ab. Unabhängig von der ethnischen Zugehörigkeit waren 1,4 Prozent der Bevölkerung spanischer oder lateinamerikanischer Abstammung.
21,1 Prozent der Bevölkerung waren unter 18 Jahre alt, 57,1 Prozent waren zwischen 18 und 64 und 21,8 Prozent waren 65 Jahre oder älter. 49,1 Prozent der Bevölkerung war weiblich.

Das jährliche Durchschnittseinkommen eines Haushalts lag bei 43.042 USD. Das Pro-Kopf-Einkommen betrug 24.772 USD. 15,1 Prozent der Einwohner lebten unterhalb der Armutsgrenze.

## Ortschaften im Cass County
Citys
| - Backus - Bena - Boy River - Cass Lake | - Chickamaw Beach - East Gull Lake - Federal Dam - Hackensack | - Lake Shore - Longville - Motley1 - Pillager | - Pine River - Remer - Walker |

Census-designated place (CDP)
- Whipholt

Andere Unincorporated Communities
| - Ah-gwah-ching - Brevik - Onigum | - Outing - Pontoria |

1 – überwiegend im Morrison County

## Gliederung
Das Cass County ist neben den 15 Citys ist in 50 Townships (TS) und vier Unorganized Territories (UT) gegliedert:
| Township        | Einw. (2010) | FIPS     |
| --------------- | ------------ | -------- |
| Ansel TS        | 97           | 27-01738 |
| Barclay TS      | 559          | 27-03538 |
| Becker TS       | 517          | 27-04600 |
| Beulah TS       | 64           | 27-05572 |
| Birch Lake TS   | 524          | 27-06040 |
| Blind Lake TS   | 82           | 27-06454 |
| Boy Lake TS     | 256          | 27-07156 |
| Boy River TS    | 86           | 27-07192 |
| Bull Moose TS   | 133          | 27-08560 |
| Bungo TS        | 188          | 27-08596 |
| Byron TS        | 144          | 27-09136 |
| Crooked Lake TS | 560          | 27-13834 |
| Deerfield TS    | 118          | 27-15220 |
| East Cass UT    | 62           | 27-17495 |

| Township        | Einw. (2010) | FIPS     |
| --------------- | ------------ | -------- |
| Fairview TS     | 821          | 27-20366 |
| Gould TS        | 224          | 27-24686 |
| Hiram TS        | 316          | 27-29366 |
| Home Brook TS   | 255          | 27-29978 |
| Inguadona TS    | 190          | 27-30986 |
| Kego TS         | 505          | 27-32588 |
| Leech Lake TS   | 436          | 27-36224 |
| Lima TS         | 101          | 27-37034 |
| Loon Lake TS    | 540          | 27-38168 |
| McKinley TS     | 133          | 27-39104 |
| Maple TS        | 377          | 27-40076 |
| May TS          | 852          | 27-41102 |
| Meadow Brook TS | 226          | 27-41354 |
| Moose Lake TS   | 111          | 27-43990 |

| Township                | Einw. (2010) | FIPS     |
| ----------------------- | ------------ | -------- |
| North Cass UT           | 264          | 27-46825 |
| North Central Cass UT   | 28           | 27-46826 |
| Otter Tail Peninsula TS | 54           | 27-49250 |
| Pike Bay TS             | 1610         | 27-50848 |
| Pine Lake TS            | 207          | 27-51172 |
| Pine River TS           | 1156         | 27-51298 |
| Ponto Lake TS           | 481          | 27-51928 |
| Poplar TS               | 170          | 27-51964 |
| Powers TS               | 715          | 27-52252 |
| Remer TS                | 189          | 27-53800 |
| Rogers TS               | 63           | 27-55168 |
| Salem TS                | 95           | 27-58216 |
| Shingobee TS            | 1514         | 27-59872 |
| Slater TS               | 215          | 27-60790 |

| Township        | Einw. (2010) | FIPS     |
| --------------- | ------------ | -------- |
| Smoky Hollow TS | 70           | 27-60970 |
| Sylvan TS       | 2702         | 27-63958 |
| Thunder Lake TS | 272          | 27-64876 |
| Torrey TS       | 155          | 27-65254 |
| Trelipe TS      | 150          | 27-65434 |
| Turtle Lake TS  | 683          | 27-65776 |
| Wabedo TS       | 341          | 27-67414 |
| Wahnena UT      | 180          | 27-67595 |
| Walden TS       | 500          | 27-67684 |
| Wilkinson TS    | 401          | 27-70348 |
| Wilson TS       | 645          | 27-70654 |
| Woodrow TS      | 611          | 27-71608 |